# ケネス・コックレル
ケネス・コックレル(Kenneth Dale "Taco" Cockrell、1950年4月9日-)は、アメリカ合衆国の宇宙飛行士、技術者で、5度のスペースシャトル計画のミッションに参加した。1997年から1998年には、アメリカ航空宇宙局(NASA)の宇宙飛行士室長を務めた。

## NASA以前のキャリア
テキサス州オースティンでビュフォード・デイル・コックレルとジュエル・モーマンの間に生まれた。1968年に同州ロックデールのロックデール高校を卒業した。1972年にテキサス大学オースティン校で機械工学の学士号を得て、同年にアメリカ海軍に任官された。1974年にウェストフロリダ大学で航空システムの修士号を得た。パイロットとしての訓練を積み、1975年から1978年には、航空母艦ミッドウェイに乗った。その後、テストパイロットを数年間務めてから、コンステレーションで2年間の遠征に出た。1987年に海軍を除隊し、ジョンソン宇宙センターにリサーチパイロットとして加わった。

## NASAでのキャリア
1990年1月にNASAに選ばれ、1991年7月に宇宙飛行士になった。日々の業務としては、宇宙飛行士室で着陸、ロールアウト、タイヤやブレーキの課題についての運用開発、ミッションコントロールセンターで効果や大気圏再突入の支援、飛行データファイルについての宇宙飛行士室の代表、スペースシャトルに積み込む膨大な手順書等を担当した。また、シャトルの運用やハードウェア担当の宇宙飛行士室長補佐、宇宙飛行士室長も務めた。また、1年間、ロシアのスターシティの運用ディレクターも務め、NASAの宇宙飛行士室と、スターシティのガガーリン宇宙飛行士訓練センターの訓練組織の間のリエゾンの役割を果たした。現在は、T-38の教官も務めている。
5度の宇宙飛行を経験し、1560時間以上を宇宙で過ごした。1993年4月のSTS-56ではミッションスペシャリスト、1995年9月のSTS-69では操縦手、1996年11月から12月のSTS-80、2001年2月のSTS-98、2022年6月のSTS-111では船長を務めた。
2006年2月からは、エリントンフィールド予備役合同基地で、WB-57高高度研究計画のマネージャーを務めた。NASAの持つ2機のWB-57F研究機を運用し、研究飛行ではパイロットも務めた。さらに、宇宙飛行士の飛行訓練において、T-38の教官も務めた。

## 宇宙飛行経験

### STS-56

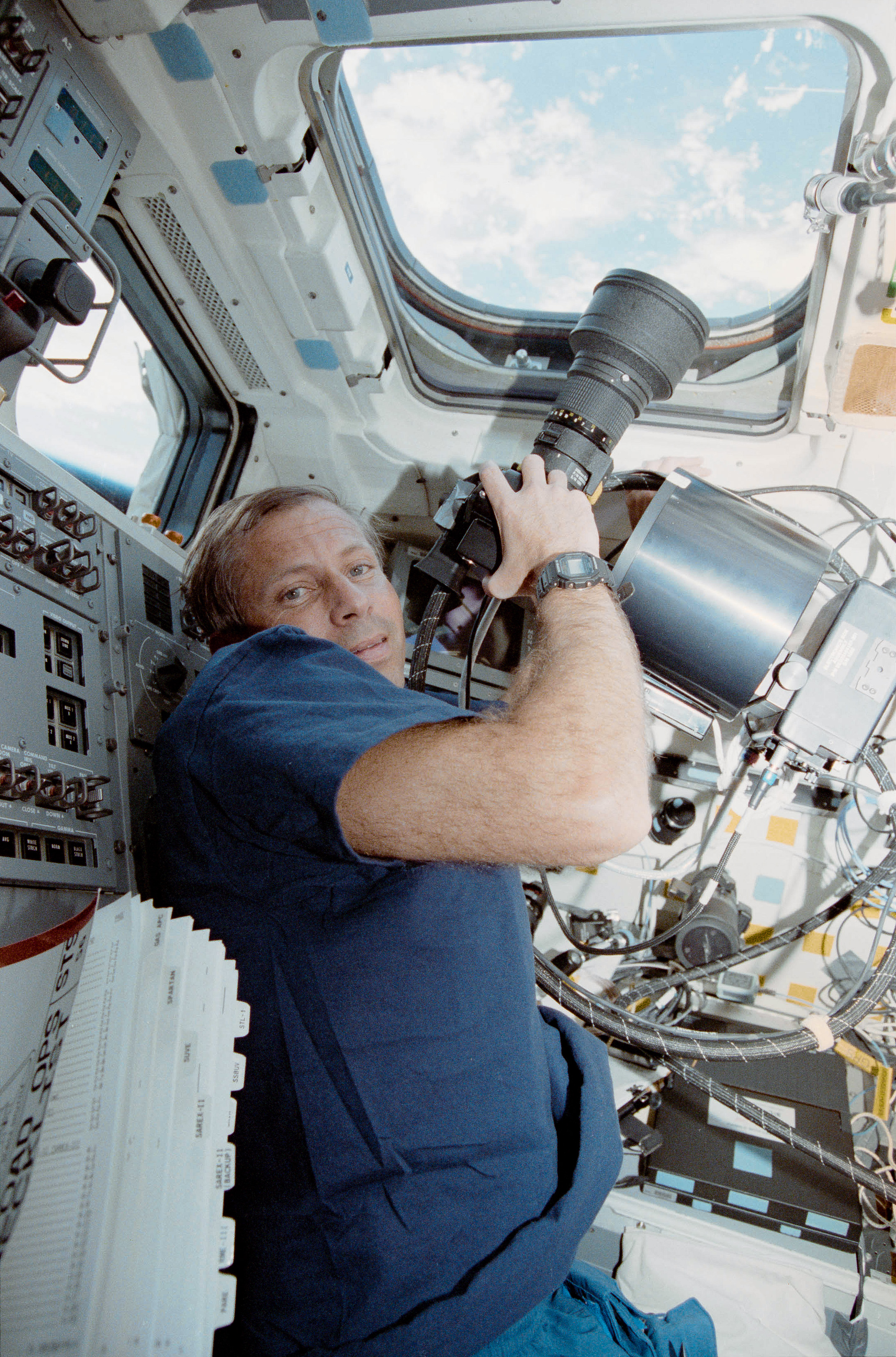
STS-56のミッション中のコックレル

ATLAS-2を運んだSTS-56の9日間のミッションは、スペースシャトル・ディスカバリーを用いて行われ、宇宙飛行士は、太陽活動の地球の気候や環境への影響をより理解するために、大気や太陽の研究を行った。1993年4月8日に打ち上げられ、4月17日に着陸し、ミッション期間は9日と6時間9分21秒だった。

### STS-69
STS-69は、スペースシャトル・エンデバーを用いて行われた10日間のミッションで、主目的はSPARTAN衛星とウェークシールドファシリティの展開と回収であった。後者は、自由浮遊プラットフォーム上で宇宙船の後方に生じる超高真空を用いることで、半導体や高温超伝導体、その他の材料の成長に効果があるか評価するために設計された。1995年9月7日に打ち上げられ、9月18日に着陸し、ミッション期間は10日間と20時間28分であった。

### STS-80
STS-80は、スペースシャトル・コロンビアを用いて行われた17日間のミッションで、ウェークシールドファシリティとORFEUS衛星を展開、回収した。ORFEUSの機器は、再利用可能なシャトル・パレット衛星に搭載され、恒星の起源や形成についての研究が行われた。1996年11月19日に打ち上げられ、12月7日に着陸し、ミッション期間は17日間と15時間53分であった。

### STS-98

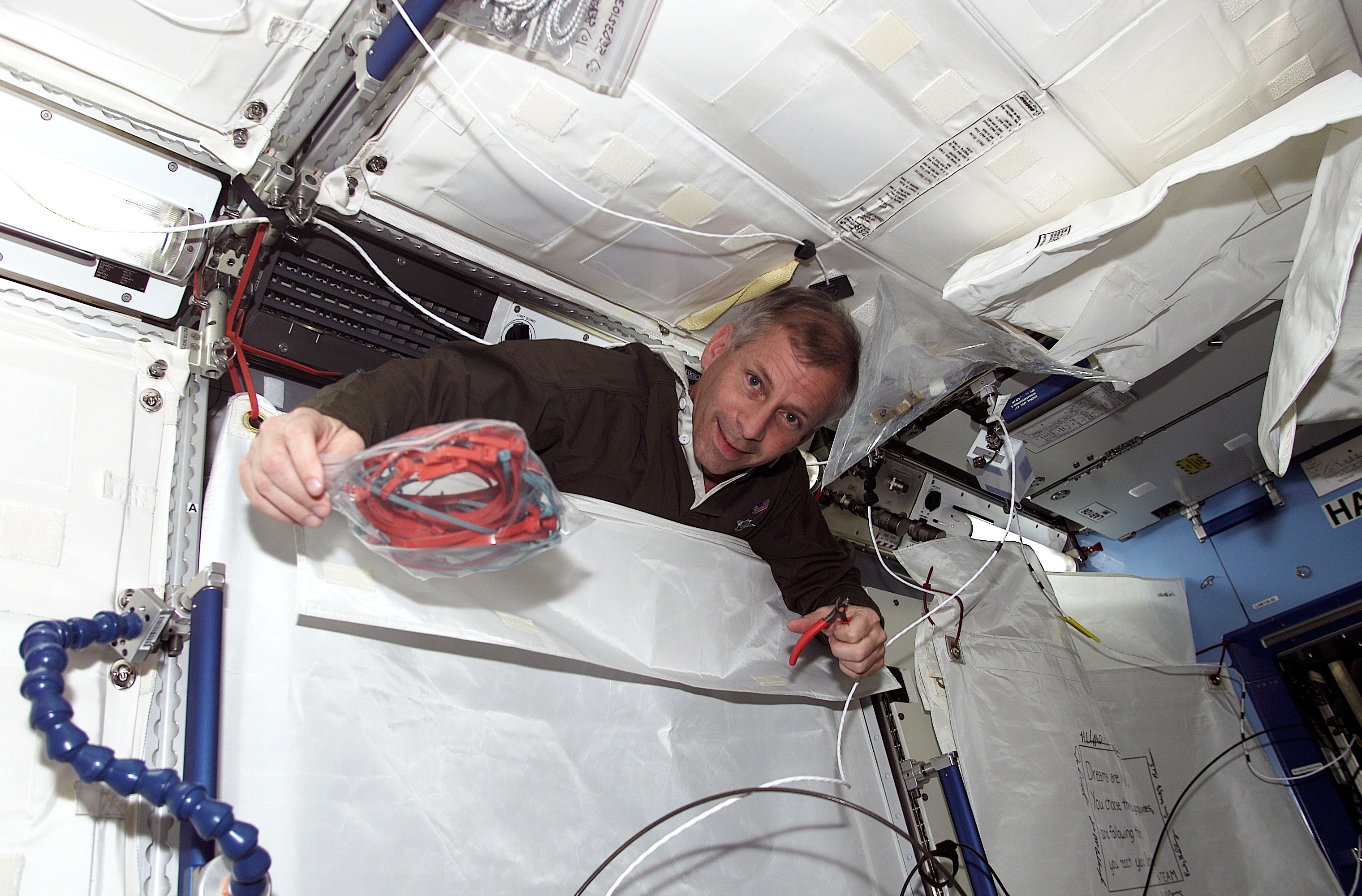
デスティニーのラックのカーテンから顔を出すコックレル船長

STS-98は、スペースシャトル・アトランティスを用いて行われた12日間のミッションで、国際宇宙ステーション(ISS)の建設が継続され、アメリカの合衆国の研究モジュールデスティニーが運ばれた。デスティニーが設置される7日間、スペースシャトルはISSとドッキングし、3度の船外活動が行われた。ドッキングポートが移され、第1次長期滞在の乗組員に補給品や設備も運ばれた。2001年2月20日に打ち上げられ、2月20日に着陸し、ミッション期間は12日間と21時間20分であった。フロリダ付近の悪天候のため、着陸場所はエドワーズ空軍基地に変更となった。

### STS-111
STS-111は、スペースシャトル・エンデバーを用いて行われた13日間のミッションで、ISSへの新しい滞在者と、カナダ製のロボットアームのためのモバイルベースが運ばれた。また、ロボットアームの関節を取り換える修理が急遽行われた。ISSに研究設備を運ぶ2度目のミッションであり、第4次長期滞在で6か月半滞在した乗組員を地球に帰還させた。2002年6月5日に打ち上げられ、6月19日に着陸し、ミッション期間は13日間と20時間35分であった。フロリダ付近の悪天候のため、着陸場所はエドワーズ空軍基地に変更となった。

## 受賞
コックレルは、w:National Defense Service Medal、w:United States Naval Aviator、w:United States Astronaut Badge等を受章している。

## 私生活
テキサス州フレンズウッドで暮らし、2人の子供がいる。趣味は、飛行機の操縦、スキー、ウォータースキー等である。同僚宇宙飛行士からは、"taco"とあだ名されている。